# Felsengänge (Nürnberg)

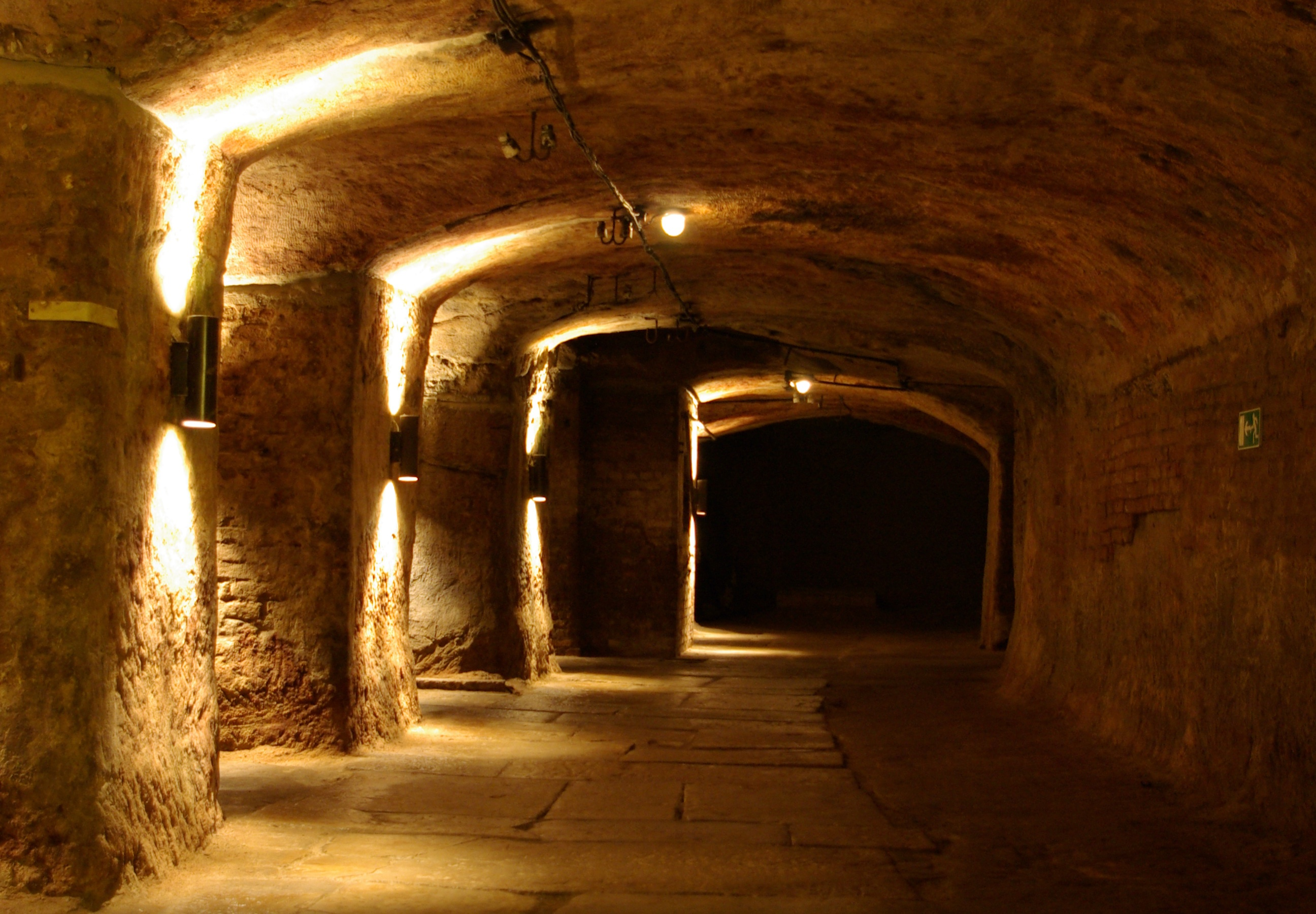
Felsengänge unter dem Bereich Agnesgasse / Albrecht-Dürer-Straße in der nördlichen Altstadt

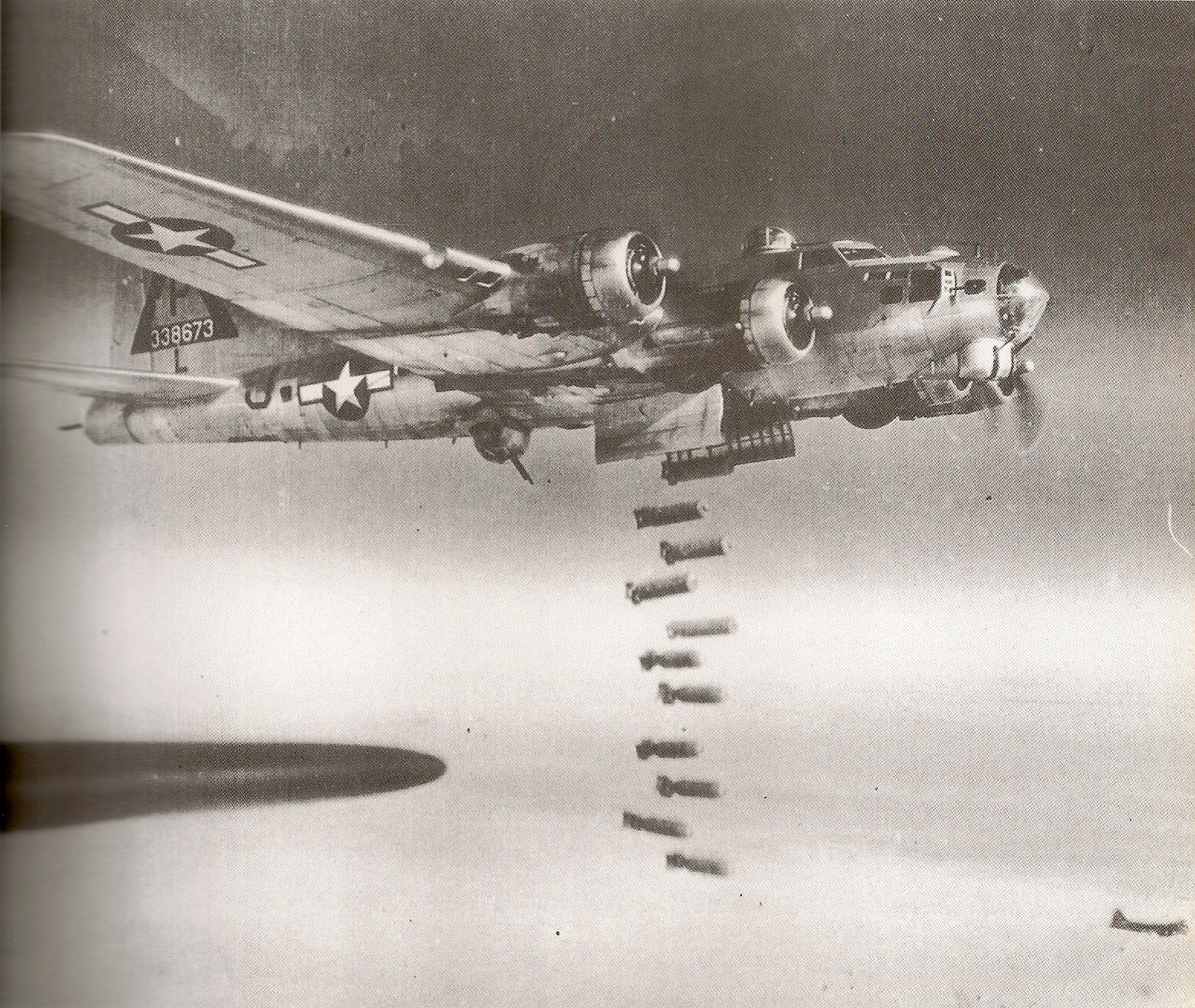
B-17-Bomber über Nürnberg, Februar 1945. Als großformatiges Plakat im Eingangsbereich am Dürerplatz

Die Felsengänge sind ein weit verzweigtes Stollen- und Kellersystem unter der Nürnberger Altstadt.
Bis Mitte des 17. Jahrhunderts war vor allem das Stollensystem geheim.

## Lage
Die meisten heute bekannten Felsengänge und Felsenkeller liegen in der nördlichen Altstadt. In der südlichen Altstadt befinden sich wegen der vielen ehemaligen Brauereien ebenfalls noch einige nicht öffentlich zugängliche Kelleranlagen. Außerhalb der Altstadt gibt oder gab es ebenfalls einige Anlagen wie z. B. unter dem Johannisfriedhof, dem Sandberg in St. Johannis, der Bucher Straße und der Bayreuther Straße.

## Geschichte
Die Felsengänge wurden ab 1380 als ein über mehrere Stockwerke reichendes Gänge- und Kellersystem in den Fels geschlagen, das hauptsächlich für die Gärung und Lagerung von Bier genutzt wurde.
Außerdem wurden im Burgberg unterirdische Wassergewinnungsstollen angelegt. Der längste dieser Stollen führte Wasser in den Keller des Nürnberger Rathauses, wo sich auch das Lochgefängnis befindet, in dem von 1340 bis 1813 Gefangene der Stadt inhaftiert wurden. Weil dieser Wassergewinnungsstollen im Loch endete, nannte man ihn auch Lochwasserleitung.
Als Kasematten werden die Gänge in den Verteidigungsanlagen der Nürnberger Kaiserburg bezeichnet. Sie sind in den von 1538 bis 1545 erbauten Bastionen des Baumeisters Antonio Fazuni zu finden. Fazuni hat den Fels als Bausubstanz verwendet, so können die Kasematten ebenfalls zu den Felsengängen gezählt werden.

### Bierkeller

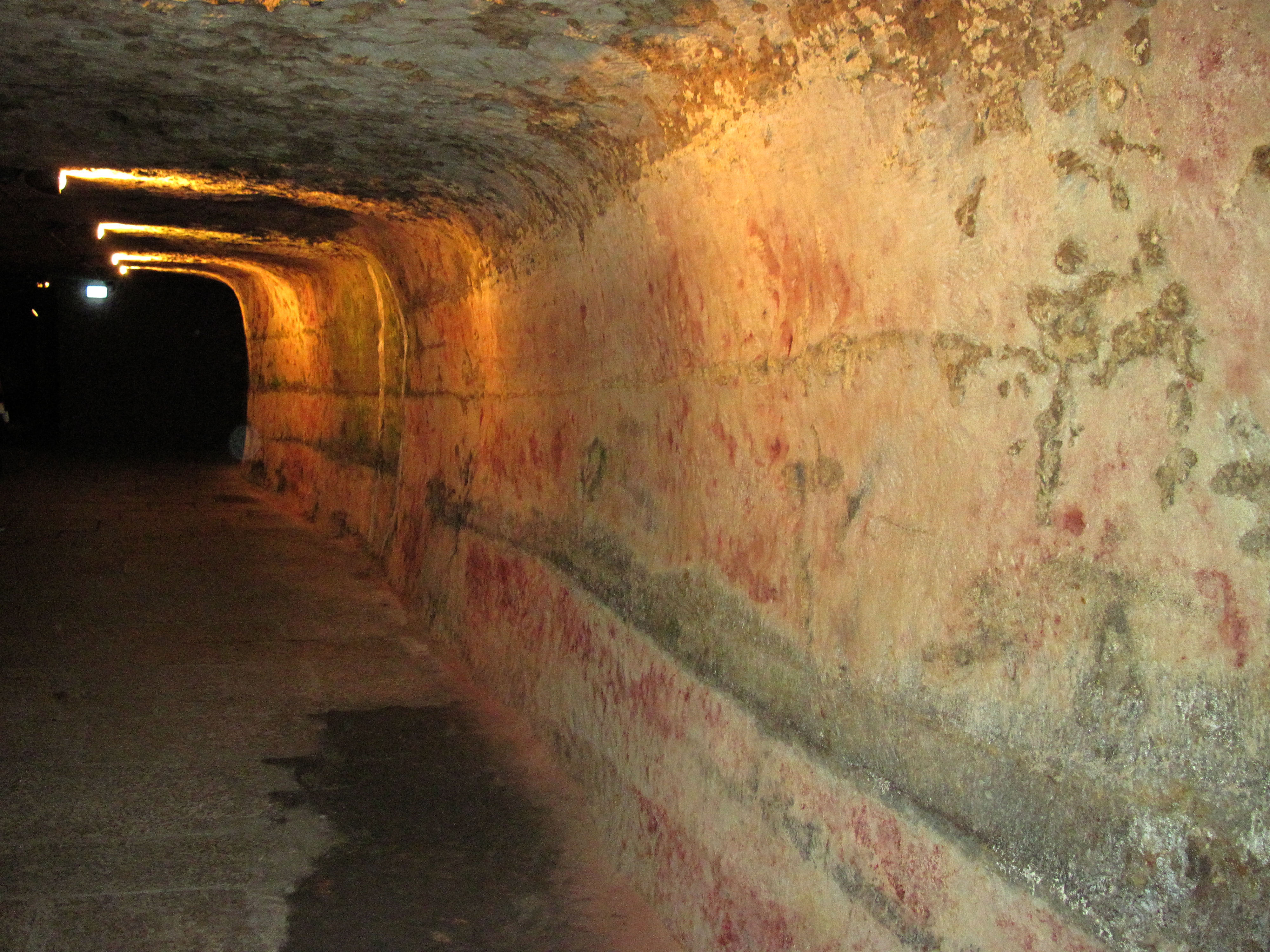
Farbige erzhaltige Schichten im Sandstein

Als eine Art Reinheitsgebot für Bier kann man eine Verordnung des Rates der Stadt Nürnberg aus dem Jahre 1303 ansehen, in dem festgelegt wurde, dass nur Gerstenmalz zum Bierbrauen verwendet werden darf – keine anderen Getreidesorten, denn diese sollten für die Bäcker aufgespart bleiben. Dieses Gesetz sollte wohl sicherstellen, dass bei eventuellen Missernten Roggen und Weizen und Dinkel ausschließlich zum Brotbacken und nicht zum Bierbrauen verwendet werden. Da Gerste zum Backen nur sehr bedingt taugt, konnte diese Getreidesorte dann zum Bierbrauen verwendet werden. Diese Verordnung markiert den Beginn der uns bekannten Nürnberger Biergeschichte.
Die erste urkundliche Erwähnung der Felsengänge war eine Verordnung des Rats der Stadt vom 11. November 1380 wie einer ein hause haben sol, der schenkt: jeder, der Bier brauen und verkaufen wollte, musste demnach einen eigenen Keller haben, zehen schuch tieff und sechzehen schuch weit…. Im Mittelalter und der frühen Neuzeit gab es bis zu 42 Brauereien in der Stadt, die die Bevölkerung mit einer ausreichenden Menge Bier versorgten. Früher wurde beinahe die fünffache Menge an Bier gegenüber heute konsumiert. Jede Brauerei hatte unter dem Hause in dem Sandstein einen Keller zu graben, der im Laufe der Jahre mit der Steigerung der Produktion bis zu vier Stockwerke tief und (mit Erlaubnis der angrenzenden Nachbarn) horizontal weitergetrieben wurde.

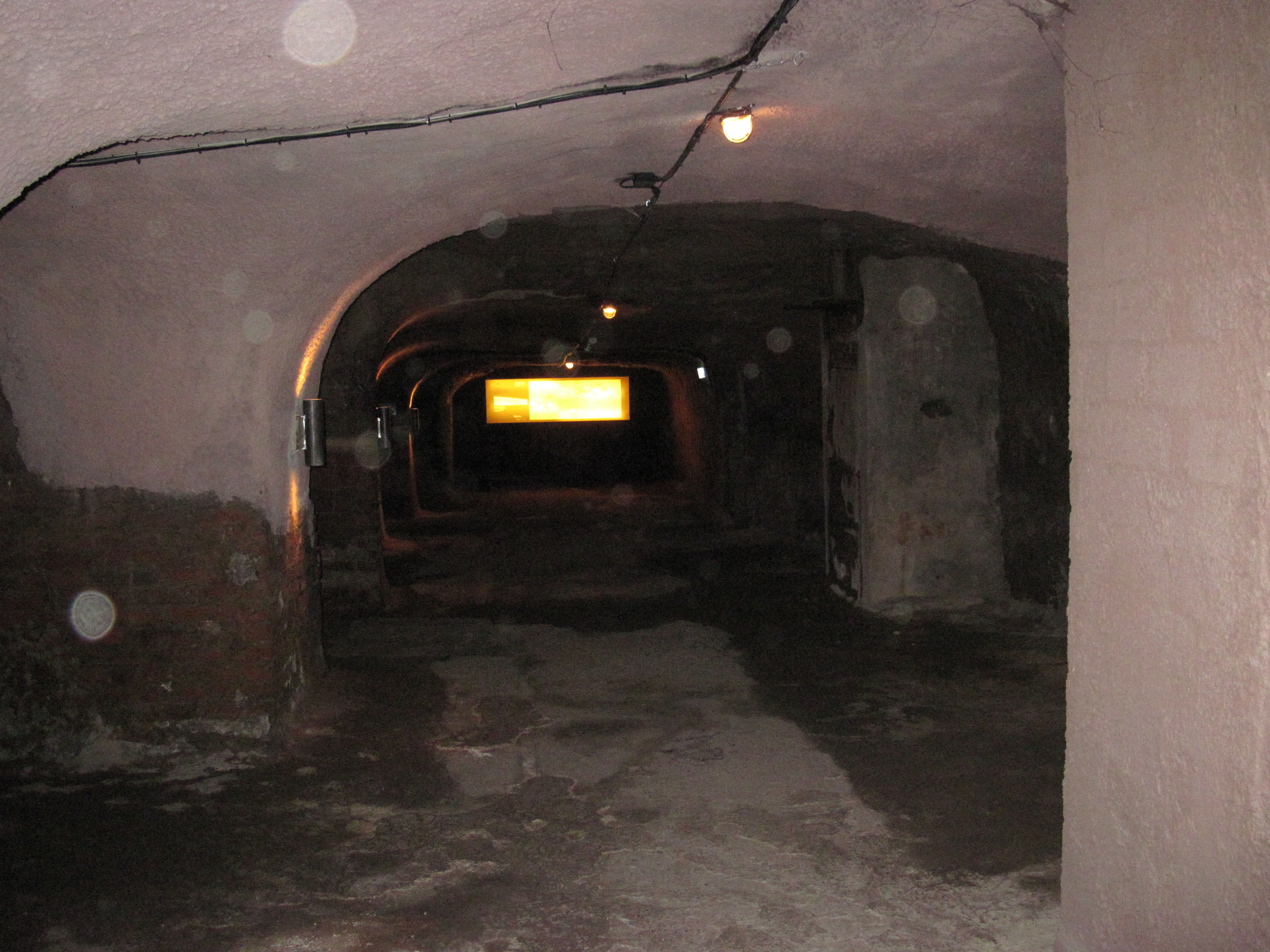
Ehemaliges Bierlager

Der Bau der Vielzahl von Gewölben und Gängen, die über eine Fläche von 25.000 m² aus dem Felsen geschlagen wurden und ein faszinierendes Labyrinth ergaben, wurde streng überwacht, um die Standfestigkeit des Untergrunds nicht zu gefährden. Etwaige Verstöße der Bauherrn oder der Steinmetze, dass beispielsweise die Ständer der darunterliegenden Etage nicht exakt übereinander lagen, wurden vehement bestraft.
Um die erwünschte Kühlung des Bieres zu gewährleisten, wurden über die Etagen hinweg sogenannte Kühldome geschlagen, die im Winter mit Eis aufgefüllt wurden. Mit der Verbreitung moderner Kühltechnik verloren die Felsengänge ihre ursprüngliche Bedeutung als kühle Lagermöglichkeit. In den Kellern herrschen konstante Temperaturen von 8 bis 12 °C.
Ein bereits im 14. Jahrhundert entwickeltes System von Be- und Entlüftungsschächten sorgt in weiten Bereichen noch heute für ständigen Luftaustausch. Im Zweiten Weltkrieg waren die alten Bierkeller von besonderer Bedeutung für das Überleben der Nürnberger Bevölkerung während der Bombardierungen der Stadt. Als Luftschutzbunker ausgebaut boten sie Platz für Zehntausende von Menschen.
Nürnberg war noch in der zweiten Hälfte des 19. Jahrhunderts weit vor München die führende bayerische Bierstadt. Auch auf der ersten Eisenbahnfahrt Deutschlands von Nürnberg nach Fürth 1835 wurden einige Fässer Nürnberger Bier als Frachtgut transportiert.

### Kasematten
Schon seit 1545 erheben sich aus dem Graben hinter der Nürnberger Burg die gewaltigen Basteien des Baumeisters Antonio Fazuni. Zur Zeit ihrer Errichtung einmalig in Deutschland, erregte die imponierende Anlage weithin Aufsehen und diente vielen anderen Städten als Vorbild. Dieses im Zweiten Weltkrieg weitgehend unversehrt gebliebene Baudenkmal ist ein Zeugnis ersten Ranges für den Festungsbau der Renaissance in Deutschland. Im Inneren führen steile Treppen hinab zu spitztonnengewölbten, beschusssicheren Verteidigungsgängen tief unter den Basteien der Kaiserburg, den Kasematten mit ihren Schießscharten. Durch einige dieser Schießscharten kann man noch aus dem Inneren der Festungsmauer hinausblicken und sich ausmalen, wie damals die Nürnberger Soldaten auf ihre Angreifer hätten feuern sollen.

### Wasserstollen
Über eine bereits 1543 angelegte Verbindungstreppe geht es von den Kasematten noch tiefer in die Felsengänge der Lochwasserleitung. Wann mit dem Bau dieser aus dem Fels geschlagenen, einst geheimen Gänge begonnen wurde, ist nicht bekannt. Aber schon 1459 beschrieb der Röhrenmeister Scharpf die bereits bestehende Lochwasserleitung.
Diese Felsengänge sind schmale, kaum mehr als 60 Zentimeter breite, insgesamt circa zwei Kilometer lange, meist aufrecht begehbare Stollen zur Gewinnung und Weiterleitung von Wasser. Mit der Einführung der zentralen Trinkwasserversorgung wurden diese jahrhundertealten unterirdischen Wassergewinnungsanlagen überflüssig.
Die Felsengänge in den Sandsteinschichten des Burgberges stellen eine Besonderheit der Wassergewinnung im mittelalterlichen Nürnberg dar: Sie wurden ausschließlich zur Gewinnung von Wasser und zu dessen Weiterleitung angelegt. Hierbei orientierte man sich geschickt an den vorliegenden hydrogeologischen Verhältnisse: Innerhalb des Burgsandsteins treten infolge der zwischengelagerten, flächenhaften Lettenlagen mehrere schwebende Grundwasserhorizonte auf, aus denen in verschiedenen Höhenniveaus das in bereits geringer Tiefe vorkommende Sickerwasser gewonnen werden konnte.
Um noch mehr Grundwasser aus dem Burgberg gewinnen zu können, machte man sich die flächenhafte Ausdehnung der als Aquitarden wirkenden Lettenlagen zunutze und ging dazu über, in den hangenden Bereichen lange begehbare Wasserstollen aufzufahren, um auf der gesamten Stollenlänge entsprechend große Bereiche der Wasserhorizonte aufzuschließen.

#### Wasserstollen der Lochwasserleitung (Wasserstollen mit offener Rinne)
Damit das gewonnene Grundwasser einer Entnahmestelle oder einem Brunnen zugeführt werden konnte, wurde in der Sohle der Wassergänge stets eine – oft mit gebrannten Ziegelplatten abgedeckte – Ablaufrinne angelegt. Das Wasser wurde von den Entnahmestollen aus zu möglichst vielen Standorten weitergeleitet. Hierzu wurden an den Mundlöchern der Wasserstollen tiefe und breite Wasserbecken oder -gewölbe mit entsprechenden Fassungsvermögen geschaffen, von denen ausgehend hölzerne oder bleierne Leitungsröhren oder aus dem Fels gehauene Gänge weiter zu den Verbrauchsstellen führten. Diese Röhrengänge hatten im Gegensatz zu den Wassergewinnungsstollen meist nur eine geringe Höhe, so dass man zu Kontrollbefahrungen hindurchkriechen musste. Die Gesamtlänge der bekannten Stollensysteme betrug rund 2 km.
Wann in Nürnberg erstmals Felsengänge zur Wassergewinnung aufgefahren wurden, ist urkundlich nicht genau belegbar: Eine städtische Rechnung aus dem Jahre 1383 scheint auf die Entlohnung von Arbeiten an einem der geheimen Wasserstollen hinzudeuten. Der älteste sichere Schriftbeleg über die Wasserstollen stammt aus dem Jahre 1459.
Auch ist bis heute nicht vollständig geklärt, wo es überall in der Stadt Nürnberg unterirdische Stollensysteme gab und wie groß sie insgesamt waren. Das gesamte Netz aller jemals unter der Stadt angelegten Wassergewinnungsstollen kann wahrscheinlich nie vollständig rekonstruiert werden. Der Grund für das mangelhafte Wissen über diese unterirdischen Anlagen ist in der während der reichsstädtischen Zeit gepflogenen strikten Geheimhaltung derartiger Anlagen zu suchen. Die unterirdischen Felsengänge zur Wassergewinnung wurden vom Rat der Stadt ganz offiziell als geheime Gänge bezeichnet. Diese fast ängstlichen Geheimhaltungsbestrebungen waren in wichtigen Sicherheits- und Verteidigungsüberlegungen begründet: Falls Feinde, die die Stadt belagerten, versuchten, über Spione in der belagerten Stadt die Brunnen zu vergiften, hatte man sich hier im unterirdischen Nürnberg über die Wasserstollen eine Notreservoir an Wasser sichern können.
Im Zweiten Weltkrieg wurde die Lochwasserleitung wieder angezapft und versorgte den sogenannten Historischen Kunstbunker mit Wasser.

### Gewerbliche Nutzung der Bierkeller ab 1912

Ochsenmaulsalathersteller Harrer

Firmenchronik Harrer

Nachdem die Bierbrauer sich dank der Linde-Kühlmaschinen oberirdische Kühlhäuser bauen konnten, verließen sie die Bierkeller nach und nach. Ab 1912 wurden die Keller von der Lebensmittel-Firma Harrer genutzt, die dort vor allem Salzgurken lagerte. Die von 1798 bis 1979 existierende Firma Harrer war nicht nur für ihre Gurken, sondern auch für ihren Ochsenmaulsalat über Nürnbergs Stadtgrenzen hinaus bekannt. In einer Ecke steht noch eines der Gurkenfässer. Für den Transport der frischen Gurken in die Keller wurde ein Rohr nach unten verlegt, durch das man sie schickte, um sie dann in der Unterwelt weiter zu verarbeiten. Im Zweiten Weltkrieg durfte die Firma auch Sauerkraut in den Kellern produzieren, obwohl diese auch als Luftschutzbunker verwendet werden sollten. Die Sauerkrautproduktion wurde genehmigt, da Sauerkraut aufgrund seines hohen Gehaltes an Vitamin C als „kriegswichtiges Produkt“ eingestuft war – wichtig vor allem für die Marinesoldaten auf hoher See. So saßen während der Bombenangriffe viele Nürnberger Bürger zwischen oder auf den Krautfässern und überlebten die Verheerungen. Nach dem Krieg ließ die Firma Harrer noch bis 1976 Konserven in den Kellern produzieren – unter Arbeitsbedingungen, die in den 1970er Jahren sicherlich längst nicht mehr als zeitgemäß gelten konnten.

### Bedeutung der Bierkeller im Zweiten Weltkrieg

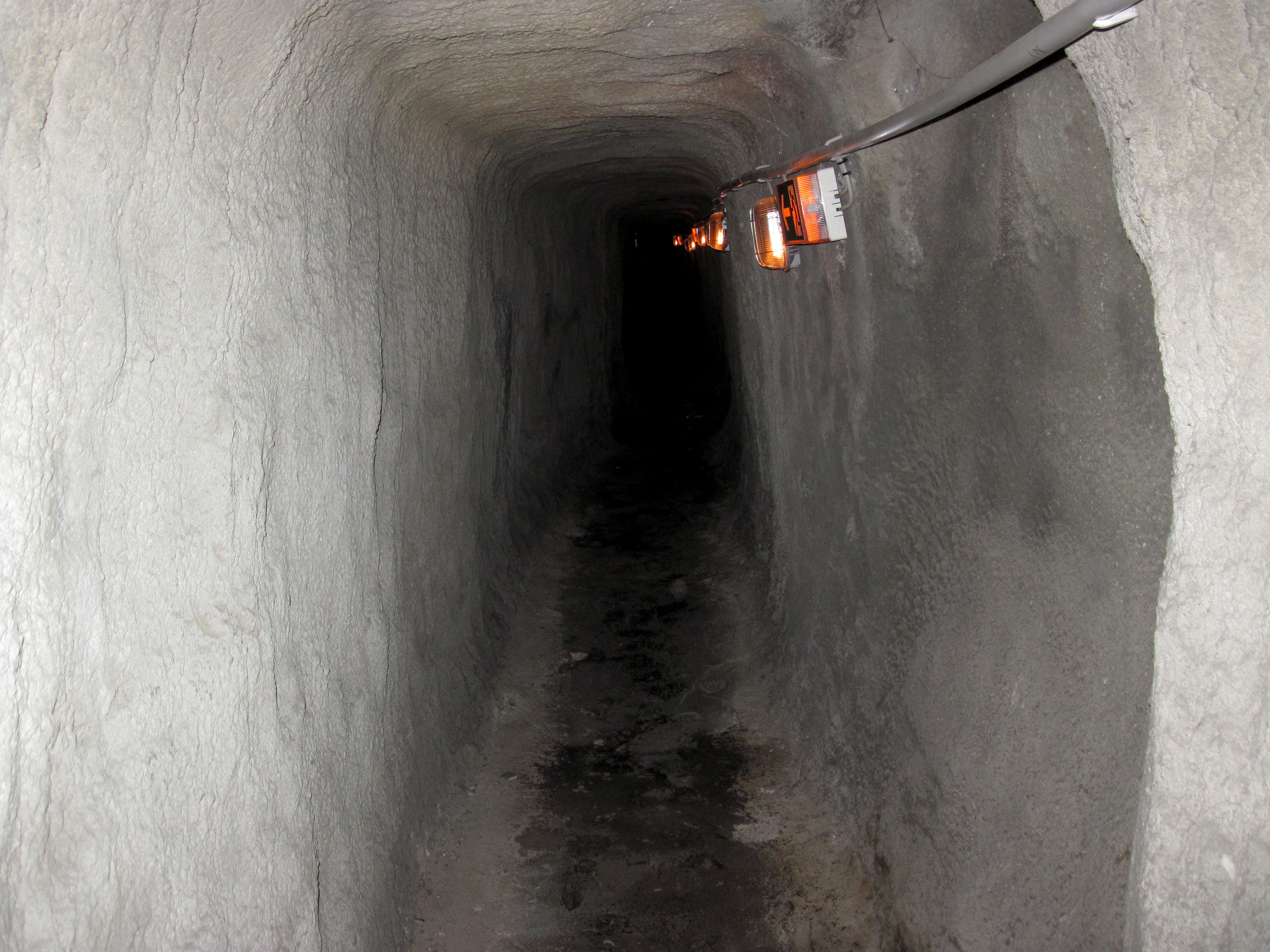
Verbindungsgang zwischen zwei Kellersystemen

Ab Oktober 1940 begann deutschlandweit der Bau öffentlicher Luftschutzbunker für die Zivilbevölkerung. In diesem Rahmen wurde auch die Nutzung der unterirdischen Bierkelleranlagen in Nürnberg als Luftschutzbunker für die Zivilbevölkerung eingeleitet. Die vorhandenen Keller wurden mit bis zu 40 Meter langen Stichgängen verbunden, die als Fluchtwege genutzt werden konnten, falls oben große Brände tobten oder Eingänge verschüttet waren. An sechs verschiedenen Stellen des Stadtgrabens wurden weitere Notausgänge eingerichtet.
Nach einer Reihe von Luftangriffen seit 1940 legte in den Abendstunden des 2. Januar 1945 ein britisches Bombergeschwader die Nürnberger Altstadt in Schutt und Asche. Es war nicht der schwerste, aber der folgenreichste Angriff auf bewohntes Gebiet; 90 Prozent der Altstadt wurden damals zerstört. Die Bunkeranlage, angelegt für zirka 15.000 bis 20.000 Personen, musste in dieser Nacht schätzungsweise 35.000 bis 40.000 Menschen Platz bieten. Dank eines frühzeitigen Alarms konnten viele Bürger den Bunker rechtzeitig erreichen.
Nürnberg gehörte zu den am stärksten zerstörten deutschen Städten. Trotzdem überlebten die Schutzsuchenden dank des Bierdurstes ihrer Vorfahren. Die Todesopferzahlen bei den Bombenangriffen auf Nürnberg blieben sehr weit unter denen in anderen vergleichbar zerstörten Städten wie Dresden, Köln, Kassel, Dortmund, Hamburg und anderen.

### Historischer Kunstbunker
Etliche Kunstgegenstände aus Kirchen und Museen der Stadt Nürnberg und auch anderer deutscher Städte sowie Beutekunst wurden nach den ersten Bombenangriffen im Jahre 1940 in einem speziellen Bierkeller in der Oberen Schmiedgasse eingelagert. In den sogenannten Schmiedkeller – heute als „Historischer Kunstbunker“ bezeichnet – baute man Zellen, die isoliert waren gegen Feuchtigkeit und Kälte, beheizt und klimatisiert wurden mit Lufttrocknung und -umwälzung, mit Notstrom versorgt werden konnten und an eine mittelalterliche Wassergewinnungsanlage angeschlossen waren. Diese Technologie aus den Tagen des Zweiten Weltkrieges ist im Bunker noch im Original erhalten. Im Kunstbunker werden Führungen zum Luftschutz, zur völligen Zerstörung und zum anschließenden Wiederaufbau der Stadt durchgeführt.

### Bedeutung der Bierkeller nach dem Zweiten Weltkrieg
In den unterirdischen Anlagen – außer im Kunstbunker, wo noch bis in die 1970er Jahre hinein Kunstschätze eingelagert waren – lebten noch hunderte wohnsitzlos gewordene Nürnberger bis in die 1950er Jahre. Während des Krieges wurden die Lüftungsschächte der Bierbrauer größtenteils verschlossen, damit dort keine Bomben hineinfallen konnten. Da dieses jahrhundertealte Belüftungssystem nach Kriegsende durch Öffnen der Schächte nicht reaktiviert wurde, gab es schwere Schäden an den Kellern: Der Sandstein wurde mit Sickerwasser überladen, da er mangels Luftzirkulation nicht mehr trocknen konnte, und ganze Brocken stürzten aufgrund ihres Eigengewichts aus den Decken und Säulen. Erst 1963 als ein Haus einsturzgefährdet war, begann man, die Keller mit Bergbaumitteln, Stützen und Holzverkeilungen zu stabilisieren, mit Beton auszuspritzen und zu sanieren. Stahlträger und Stahlkorsetts wurden in die Wände getrieben. Da die heutigen Häuser viel schwerer sind als die Fachwerkbauten von früher, sind die Keller an einigen Stellen bis auf die unterste Etage und ihren festen Felsengrund mit Stahlbetonsäulen durchbaut, auf denen ein Hotel mit einer Tiefgarage steht.

### Historische Felsengänge
Heute können Teile der Bierkeller, die Historischen Felsengänge, besichtigt werden. Sie sind eine Station der Historischen Meile Nürnberg. Der Zugang geschieht über eine Treppe beim Albrecht-Dürer-Denkmal auf dem Albrecht-Dürer-Platz in der Sebalder Altstadt. Neben dieser Kelleranlage sind mit den Kasematten, den Gängen der Burgfestung der Nürnberger Kaiserburg, der Lochwasserleitung, dem geheimen Tunnel für die Trinkwassergewinnung und dem Historischen Kunstbunker, der Bunkeranlage für die Kunstschätze direkt unter der Nürnberger Burg weitere unterirdische Anlagen für die Öffentlichkeit im Rahmen von Führungen durch den Förderverein Nürnberger Felsengänge e. V. zugänglich.
Andere Teile werden wieder privat genutzt. Beispielsweise lagert die Brauerei im Altstadthof in einigen Kellern wieder Bier, Essig und Schnäpse.

## Geotop
Die Felsengänge sind vom Bayerischen Landesamt für Umwelt (LfU) als geowissenschaftlich wertvolles Geotop (Geotop-Nummer: 564G001) ausgewiesen.